# Felipe Londoño
Pour les articles homonymes, voir Londoño.
Felipe Londoño est un acteur colombien né en 1994.

## Biographie
Comédien reconnu, il est célèbre en Europe pour avoir joué le rôle de Nelson Gutiérrez dans la série diffusée sur Netflix, Entrevías (série télévisée), qui se situe dans le quartier populaire d'Entrevías, à Madrid, aux côtés des acteurs José Coronado, Nona Sobo (qui joue Irene, petite amie de Nelson), Luis Zahera, Laura Ramos (qui joue le rôle de la mère de Nelson), et de la grande actrice catalane Maria Molins.

## Carrière
- Entrevías (2022) : Nelson Gutiérrez (VF : Hugo Brunswick)
- Faux Profil (2023) : Cristóbal Balboa
- À contre sens 2 (2024) : Luca